# Hipismo nos Jogos Olímpicos de Verão de 2020 - CCE por equipes
A competição do CCE por equipes do hipismo nos Jogos Olímpicos de Verão de 2020 foi realizada entre 30 de julho e 2 de agosto de 2021 no Parque Equestre Baji Koen, para as fases do adestramento e saltos, e no percurso montado na Central Breakwater para o cross-country, ambos em Tóquio. Como todos os outros eventos equestres, a competição do concurso completo de equitação é aberta para ginetes de ambos os gêneros, totalizando 49 participantes de 15 Comitês Olímpicos Nacionais (CON).

## Qualificação
Cada CON poderia inscrever até uma equipe de três ginetes no adestramento por equipes. As vagas foram alocadas ao CON, que seleciona os competidores. Havia 15 vagas para equipes disponível, distribuídas da seguinte forma:
- Nação anfitriã: o Japão teve uma equipe garantida;
- Jogos Mundiais: as seis melhores equipes nos Jogos Equestres Mundiais da FEI 2018, exceto o Japão;
- Campeonato Europeu: as duas melhores equipes do Campeonato Europeu de 2019, nos grupos geográficos A e B (noroeste e sudoeste da Europa);
- Evento do Grupo C: a melhor equipe do evento de qualificação do grupo C (Europa Central, Europa Oriental e Ásia Central);
- Jogos Pan-Americanos: as duas melhores equipes dos Jogos Pan-Americanos de 2019, com os grupos D e E cobrindo as Américas do Norte, Central e do Sul;
- Evento dos Grupos F/G: as duas melhores equipes do evento de qualificação dos grupos F (África, Oriente Médio) e G (Sudeste Asiático, Oceania);
- Copa das Nações: a melhor equipe da final da Eventing Nations Cup de 2019, alterada para a equipe com a melhor classificação na Eventing Nations Cup Series de 2019.

## Formato
Na competição de CCE todos os ginetes inscritos competem em três rodadas (adestramento, cross-country e saltos). As pontuações de todos os três competidores de cada equipe são somadas para dar a pontuação da equipe; o número de integrantes por equipe foi reduzido de quatro em 2016 para três, não havendo mais descarte (uma equipe pode usar um ginete reserva porém é acrescida uma penalidade de 20 pontos):
- Teste de adestramento: uma competição reduzida de adestramento, com penalidades baseadas na pontuação de adestramento.
- Prova de cross-country: uma corrida em um percurso de cross-country de 4,5 quilômetros. O tempo concedido é de 8 minutos (570 metros por minuto), com penalidade aplicada se exceder o limite. Há um máximo de 38 obstáculos, com penalidade avaliada por faltas.
- Teste de salto: um percurso de salto com 600 metros, com 11 ou 12 obstáculos (incluindo saltos duplos e triplos, com um máximo de 16 saltos no total). A altura máxima dos obstáculos é de 1,25 metros. A velocidade exigida é de 375 metros/minuto (tempo limite de 1:36) As penalidades são aplicadas por ultrapassagem do limite de tempo e por faltas nos obstáculos.

## Calendário
Horário local (UTC+9)
| Data                | Hora       | Fase                                            |
| ------------------- | ---------- | ----------------------------------------------- |
| 30 de julho de 2021 | 8:00 17:30 | Adestramento – Sessão 1 Adestramento – Sessão 2 |
| 31 de julho de 2021 | 8:00       | Adestramento – Sessão 3                         |
| 1 de agosto de 2021 | 8:30       | Cross-country                                   |
| 2 de agosto de 2021 | 17:00      | Saltos                                          |

## Medalhistas
|  | GBR Grã-Bretanha                                                                                |  | AUS Austrália                                                                     |  | FRA França                                                                                               |
|  | Laura Collett com London 52 Tom McEwen com Toledo de Kerser Oliver Townend com Ballaghmor Class |  | Andrew Hoy com Vassily de Lassos Kevin McNab com Don Quidam Shane Rose com Virgil |  | Karim Laghouag com Triton Fontaine Christopher Six com Totem de Brecey Nicolas Touzaint com Absolut Gold |

## Resultados

### Classificação após o adestramento
Disputado em três sessões entre 30 e 31 de julho de 2021.
| Pos. | CON                | Resultados individuais | Resultados individuais     | Resultados individuais | Penalidades equipe |
| Pos. | CON                | Ginetes                | Cavalos                    | Penalidades            | Penalidades equipe |
| ---- | ------------------ | ---------------------- | -------------------------- | ---------------------- | ------------------ |
| 1    | GBR Grã-Bretanha   | Oliver Townend         | Ballaghmor Class           | 23.60                  | 78.30              |
| 1    | GBR Grã-Bretanha   | Laura Collett          | London 52                  | 25.80                  | 78.30              |
| 1    | GBR Grã-Bretanha   | Tom McEwen             | Toledo de Kerser           | 28.90                  | 78.30              |
| 2    | GER Alemanha       | Michael Jung           | Chipmunk                   | 21.10                  | 80.40              |
| 2    | GER Alemanha       | Julia Krajewski        | Amande de B'Neville        | 25.20                  | 80.40              |
| 2    | GER Alemanha       | Sandra Auffarth        | Viamant du Matz            | 34.10                  | 80.40              |
| 3    | NZL Nova Zelândia  | Tim Price              | Vitali                     | 25.60                  | 86.40              |
| 3    | NZL Nova Zelândia  | Jesse Campbell         | Diachello                  | 30.10                  | 86.40              |
| 3    | NZL Nova Zelândia  | Jonelle Price          | Grovine de Reve            | 30.70                  | 86.40              |
| 4    | JPN Japão          | Kazuma Tomoto          | Vinci de la Vigne          | 25.90                  | 90.10              |
| 4    | JPN Japão          | Yoshiaki Oiwa          | Calle 44                   | 31.50                  | 90.10              |
| 4    | JPN Japão          | Toshiyuki Tanaka       | Talma d'Allou              | 32.70                  | 90.10              |
| 5    | SWE Suécia         | Louise Romeike         | Cato 60                    | 28.00                  | 91.10              |
| 5    | SWE Suécia         | Therese Viklund        | Viscera                    | 28.10                  | 91.10              |
| 5    | SWE Suécia         | Ludvig Svennerstål     | Balham Mist                | 35.00                  | 91.10              |
| 6    | AUS Austrália      | Andrew Hoy             | Vassily de Lassos          | 29.60                  | 93.40              |
| 6    | AUS Austrália      | Shane Rose             | Virgil                     | 31.70                  | 93.40              |
| 6    | AUS Austrália      | Kevin McNab            | Don Quidam                 | 32.10                  | 93.40              |
| 7    | CHN China          | Alex Hua Tian          | Don Geniro                 | 23.90                  | 93.60              |
| 7    | CHN China          | Bao Yingfeng           | Flandia                    | 34.50                  | 93.60              |
| 7    | CHN China          | Sun Huadong            | Lady Chin van't Moerven Z  | 35.20                  | 93.60              |
| 8    | USA Estados Unidos | Phillip Dutton         | Z                          | 30.50                  | 94.60              |
| 8    | USA Estados Unidos | Boyd Martin            | Tsetserleg                 | 31.10                  | 94.60              |
| 8    | USA Estados Unidos | Doug Payne             | Vandiver                   | 33.00                  | 94.60              |
| 9    | FRA França         | Christopher Six        | Totem de Brecey            | 29.60                  | 95.10              |
| 9    | FRA França         | Karim Laghouag         | Triton Fontaine            | 32.40                  | 95.10              |
| 9    | FRA França         | Nicolas Touzaint       | Absolut Gold               | 33.10                  | 95.10              |
| 10   | SUI Suíça          | Felix Vogg             | Colero                     | 26.70                  | 99.20              |
| 10   | SUI Suíça          | Mélody Johner          | Toubleu de Rueire          | 36.10                  | 99.20              |
| 10   | SUI Suíça          | Robin Godel            | Jet Set                    | 36.40                  | 99.20              |
| 11   | BRA Brasil         | Marcelo Tosi           | Glenfly                    | 31.50                  | 103.6              |
| 11   | BRA Brasil         | Rafael Losano          | Fuiloda                    | 36.00                  | 103.6              |
| 11   | BRA Brasil         | Carlos Paro            | Goliath                    | 36.10                  | 103.6              |
| 12   | POL Polônia        | Malgorzata Cybulska    | Chenaro                    | 31.00                  | 104.6              |
| 12   | POL Polônia        | Jan Kaminski           | Jard                       | 33.10                  | 104.6              |
| 12   | POL Polônia        | Joanna Pawlak          | Fantastic Frieda           | 40.50                  | 104.6              |
| 13   | IRL Irlanda        | Sam Watson             | Flamenco                   | 34.30                  | 110.40             |
| 13   | IRL Irlanda        | Austin O'Connor        | Colorado Blue              | 38.00                  | 110.40             |
| 13   | IRL Irlanda        | Sarah Ennis            | Woodcourt Garrison         | 38.10                  | 110.40             |
| 14   | THA Tailândia      | Korntawat Samran       | Bonero K                   | 32.50                  | 113.10             |
| 14   | THA Tailândia      | Weerapat Pitakanonda   | Carnival March             | 38.20                  | 113.10             |
| 14   | THA Tailândia      | Arinadtha Chavatanont  | Boleybawn Prince           | 42.40                  | 113.10             |
| 15   | ITA Itália         | Susanna Bordone        | Imperial van de Holtakkers | 33.90                  | 115.40             |
| 15   | ITA Itália         | Vittoria Panizzon      | Super Cillious             | 38.60                  | 115.40             |
| 15   | ITA Itália         | Arianna Schivo         | Quefira de l'Ormeau        | 42.90                  | 115.40             |

### Classificação após o cross-country
Disputado em 1 de agosto de 2021.
| Pos. | CON                | Resultados individuais | Resultados individuais     | Resultados individuais    | Resultados individuais | Penalidades equipe |
| Pos. | CON                | Ginetes                | Cavalos                    | Penalidades cross-country | Penalidades totais     | Penalidades equipe |
| ---- | ------------------ | ---------------------- | -------------------------- | ------------------------- | ---------------------- | ------------------ |
| 1    | GBR Grã-Bretanha   | Oliver Townend         | Ballaghmor Class           | 0.00                      | 23.60                  | 78.30              |
| 1    | GBR Grã-Bretanha   | Laura Collett          | London 52                  | 0.00                      | 25.80                  | 78.30              |
| 1    | GBR Grã-Bretanha   | Tom McEwen             | Toledo de Kerser           | 0.00                      | 28.90                  | 78.30              |
| 2    | AUS Austrália      | Andrew Hoy             | Vassily de Lassos          | 0.00                      | 29.60                  | 96.20              |
| 2    | AUS Austrália      | Shane Rose             | Virgil                     | 0.00                      | 31.70                  | 96.20              |
| 2    | AUS Austrália      | Kevin McNab            | Don Quidam                 | 2.80                      | 34.90                  | 96.20              |
| 3    | FRA França         | Christopher Six        | Totem de Brecey            | 1.60                      | 31.20                  | 97.10              |
| 3    | FRA França         | Karim Laghouag         | Triton Fontaine            | 0.00                      | 32.40                  | 97.10              |
| 3    | FRA França         | Nicolas Touzaint       | Absolut Gold               | 0.40                      | 33.50                  | 97.10              |
| 4    | NZL Nova Zelândia  | Tim Price              | Vitali                     | 1.20                      | 26.80                  | 104.00             |
| 4    | NZL Nova Zelândia  | Jesse Campbell         | Diachello                  | 14.40                     | 44.50                  | 104.00             |
| 4    | NZL Nova Zelândia  | Jonelle Price          | Grovine de Reve            | 2.00                      | 32.70                  | 104.00             |
| 5    | USA Estados Unidos | Phillip Dutton         | Z                          | 4.80                      | 35.30                  | 109.40             |
| 5    | USA Estados Unidos | Boyd Martin            | Tsetserleg                 | 3.20                      | 34.30                  | 109.40             |
| 5    | USA Estados Unidos | Doug Payne             | Vandiver                   | 6.80                      | 39.80                  | 109.40             |
| 6    | GER Alemanha       | Michael Jung           | Chipmunk                   | 11.00                     | 32.10                  | 114.20             |
| 6    | GER Alemanha       | Julia Krajewski        | Amande de B'Neville        | 0.40                      | 25.60                  | 114.20             |
| 6    | GER Alemanha       | Sandra Auffarth        | Viamant du Matz            | 22.40                     | 56.50                  | 114.20             |
| 7    | ITA Itália         | Susanna Bordone        | Imperial van de Holtakkers | 11.00                     | 44.90                  | 132.80             |
| 7    | ITA Itália         | Vittoria Panizzon      | Super Cillious             | 3.60                      | 42.20                  | 132.80             |
| 7    | ITA Itália         | Arianna Schivo         | Quefira de l'Ormeau        | 2.80                      | 45.70                  | 132.80             |
| 8    | IRL Irlanda        | Sam Watson             | Flamenco                   | 13.00                     | 47.30                  | 161.00             |
| 8    | IRL Irlanda        | Austin O'Connor        | Colorado Blue              | 0.00                      | 38.00                  | 161.00             |
| 8    | IRL Irlanda        | Sarah Ennis            | Woodcourt Garrison         | 37.60                     | 75.70                  | 161.00             |
| 9    | CHN China          | Alex Hua Tian          | Don Geniro                 | 12.00                     | 35.90                  | 185.60             |
| 9    | CHN China          | Bao Yingfeng           | Flandia                    | 38.00                     | 72.50                  | 185.60             |
| 9    | CHN China          | Sun Huadong            | Lady Chin van't Moerven Z  | 42.00                     | 77.20                  | 185.60             |
| 10   | SUI Suíça          | Felix Vogg             | Colero                     | 11.80                     | 38.50                  | 311.40             |
| 10   | SUI Suíça          | Mélody Johner          | Toubleu de Rueire          | 0.40                      | 36.50                  | 311.40             |
| 10   | SUI Suíça          | Robin Godel            | Jet Set                    | 200.00                    | 236.40                 | 311.40             |
| 11   | JPN Japão          | Kazuma Tomoto          | Vinci de la Vigne          | 1.60                      | 27.50                  | 322.50             |
| 11   | JPN Japão          | Yoshiaki Oiwa          | Calle 44                   | 200.00                    | 231.50                 | 322.50             |
| 11   | JPN Japão          | Toshiyuki Tanaka       | Talma d'Allou              | 30.80                     | 63.50                  | 322.50             |
| 12   | BRA Brasil         | Marcelo Tosi           | Glenfly                    | 8.80                      | 40.30                  | 335.20             |
| 12   | BRA Brasil         | Rafael Losano          | Fuiloda                    | 200.00                    | 236.00                 | 335.20             |
| 12   | BRA Brasil         | Carlos Paro            | Goliath                    | 22.80                     | 58.90                  | 335.20             |
| 13   | POL Polônia        | Malgorzata Cybulska    | Chenaro                    | 200.00                    | 231.00                 | 362.60             |
| 13   | POL Polônia        | Jan Kaminski           | Jard                       | 12.80                     | 45.90                  | 362.60             |
| 13   | POL Polônia        | Joanna Pawlak          | Fantastic Frieda           | 45.20                     | 85.70                  | 362.60             |
| 14   | SWE Suécia         | Louise Romeike         | Cato 60                    | 200.00                    | 269.00                 | 711.10             |
| 14   | SWE Suécia         | Therese Viklund        | Viscera                    | 200.00                    | 228.10                 | 711.10             |
| 14   | SWE Suécia         | Ludvig Svennerstål     | Balham Mist                | WD                        | 35.00+20.00            | 711.10             |
| 14   | SWE Suécia         | Sara Algotsson Ostholt | Chicuelo                   | 200.00                    | 200.00                 | 711.10             |
| 15   | THA Tailândia      | Korntawat Samran       | Bonero K                   | 200.00                    | 232.50                 | 713.10             |
| 15   | THA Tailândia      | Weerapat Pitakanonda   | Carnival March             | 200.00                    | 238.20                 | 713.10             |
| 15   | THA Tailândia      | Arinadtha Chavatanont  | Boleybawn Prince           | 200.00                    | 242.40                 | 713.10             |

### Classificação final após os saltos
Disputado em 2 de agosto de 2021 com a definição dos medalhistas.
| Pos.              | CON                | Resultados individuais     | Resultados individuais     | Resultados individuais     | Resultados individuais | Penalidades equipe |
| Pos.              | CON                | Ginetes                    | Cavalos                    | Penalidades salto          | Penalidades totais     | Penalidades equipe |
| ----------------- | ------------------ | -------------------------- | -------------------------- | -------------------------- | ---------------------- | ------------------ |
| Medalha de ouro   | GBR Grã-Bretanha   | Oliver Townend             | Ballaghmor Class           | 4.00                       | 27.60                  | 86.30              |
| Medalha de ouro   | GBR Grã-Bretanha   | Laura Collett              | London 52                  | 4.00                       | 29.80                  | 86.30              |
| Medalha de ouro   | GBR Grã-Bretanha   | Tom McEwen                 | Toledo de Kerser           | 0.00                       | 28.90                  | 86.30              |
| Medalha de prata  | AUS Austrália      | Andrew Hoy                 | Vassily de Lassos          | 0.00                       | 29.60                  | 100.20             |
| Medalha de prata  | AUS Austrália      | Shane Rose                 | Virgil                     | 4.00                       | 35.70                  | 100.20             |
| Medalha de prata  | AUS Austrália      | Kevin McNab                | Don Quidam                 | 0.00                       | 34.90                  | 100.20             |
| Medalha de bronze | FRA França         | Christopher Six            | Totem de Brecey            | 0.00                       | 31.20                  | 101.50             |
| Medalha de bronze | FRA França         | Karim Laghouag             | Triton Fontaine            | 4.00                       | 36.40                  | 101.50             |
| Medalha de bronze | FRA França         | Nicolas Touzaint           | Absolut Gold               | 0.40                       | 33.90                  | 101.50             |
| 4                 | GER Alemanha       | Michael Jung               | Chipmunk                   | 0.00                       | 32.10                  | 114.20             |
| 4                 | GER Alemanha       | Julia Krajewski            | Amande de B'Neville        | 0.00                       | 25.60                  | 114.20             |
| 4                 | GER Alemanha       | Sandra Auffarth            | Viamant du Matz            | 0.00                       | 56.50                  | 114.20             |
| 5                 | NZL Nova Zelândia  | Tim Price                  | Vitali                     | 12.00                      | 38.80                  | 116.40             |
| 5                 | NZL Nova Zelândia  | Jesse Campbell             | Diachello                  | 0.40                       | 44.90                  | 116.40             |
| 5                 | NZL Nova Zelândia  | Jonelle Price              | Grovine de Reve            | 0.00                       | 32.70                  | 116.40             |
| 6                 | USA Estados Unidos | Phillip Dutton             | Z                          | 8.00                       | 43.30                  | 125.80             |
| 6                 | USA Estados Unidos | Boyd Martin                | Tsetserleg                 | 4.40                       | 38.70                  | 125.80             |
| 6                 | USA Estados Unidos | Doug Payne                 | Vandiver                   | 4.00                       | 43.80                  | 125.80             |
| 7                 | ITA Itália         | Susanna Bordone            | Imperial van de Holtakkers | 0.00                       | 44.90                  | 144.80             |
| 7                 | ITA Itália         | Vittoria Panizzon          | Super Cillious             | 8.00                       | 50.20                  | 144.80             |
| 7                 | ITA Itália         | Arianna Schivo             | Quefira de l'Ormeau        | 4.00                       | 49.70                  | 144.80             |
| 8                 | IRL Irlanda        | Sam Watson                 | Flamenco                   | 8.00                       | 55.30                  | 177.00             |
| 8                 | IRL Irlanda        | Austin O'Connor            | Colorado Blue              | 4.00                       | 42.00                  | 177.00             |
| 8                 | IRL Irlanda        | Sarah Ennis                | Woodcourt Garrison         | 4.00                       | 79.70                  | 177.00             |
| 9                 | CHN China          | Alex Hua Tian              | Don Geniro                 | 8.80                       | 44.70                  | 209.60             |
| 9                 | CHN China          | Bao Yingfeng               | Flandia                    | 5.60                       | 78.10                  | 209.60             |
| 9                 | CHN China          | Sun Huadong                | Lady Chin van't Moerven Z  | 9.60                       | 86.80                  | 209.60             |
| 10                | SUI Suíça          | Felix Vogg                 | Colero                     | 8.00                       | 46.50                  | 339.40             |
| 10                | SUI Suíça          | Mélody Johner              | Toubleu de Rueire          | 0.00                       | 36.50                  | 339.40             |
| 10                | SUI Suíça          | Robin Godel                | Jet Set                    | –                          | 236.40                 | 339.40             |
| 10                | SUI Suíça          | Eveline Bodenmüller        | Violine de la Brasserie    | 0.00                       | 0.00                   | 339.40             |
| 10                | SUI Suíça          | Penalidade de substituição | Penalidade de substituição | Penalidade de substituição | 20.00                  | 339.40             |
| 11                | JPN Japão          | Kazuma Tomoto              | Vinci de la Vigne          | 4.00                       | 31.50                  | 358.50             |
| 11                | JPN Japão          | Yoshiaki Oiwa              | Calle 44                   | –                          | 231.50                 | 358.50             |
| 11                | JPN Japão          | Toshiyuki Tanaka           | Talma d'Allou              | 12.00                      | 75.50                  | 358.50             |
| 11                | JPN Japão          | Ryuzo Kitajima             | Feroza Nieuwmoed           | 0.00                       | 0.00                   | 358.50             |
| 11                | JPN Japão          | Penalidade de substituição | Penalidade de substituição | Penalidade de substituição | 20.00                  | 358.50             |
| 12                | BRA Brasil         | Marcelo Tosi               | Glenfly                    | WD                         | 40.30                  | 463.60             |
| 12                | BRA Brasil         | Rafael Losano              | Fuiloda                    | 100.00 (WD)                | 336.00                 | 463.60             |
| 12                | BRA Brasil         | Carlos Paro                | Goliath                    | 4.00                       | 62.90                  | 463.60             |
| 12                | BRA Brasil         | Márcio Appel               | Iberon Jmen                | 4.40                       | 4.40                   | 463.60             |
| 12                | BRA Brasil         | Penalidade de substituição | Penalidade de substituição | Penalidade de substituição | 20.00                  | 463.60             |
| 13                | POL Polônia        | Malgorzata Cybulska        | Chenaro                    | 8.00                       | 239.00                 | 479.80             |
| 13                | POL Polônia        | Jan Kaminski               | Jard                       | 9.20                       | 55.10                  | 479.80             |
| 13                | POL Polônia        | Joanna Pawlak              | Fantastic Frieda           | 100.00 (WD)                | 185.70                 | 479.80             |
| 14                | SWE Suécia         | Louise Romeike             | Cato 60                    | 12.00                      | 240.00                 | 744.30             |
| 14                | SWE Suécia         | Therese Viklund            | Viscera                    | 8.40                       | 236.50                 | 744.30             |
| 14                | SWE Suécia         | Ludvig Svennerstål         | Balham Mist                | –                          | 35.00                  | 744.30             |
| 14                | SWE Suécia         | Sara Algotsson Ostholt     | Chicuelo                   | 12.80                      | 212.80                 | 744.30             |
| 14                | SWE Suécia         | Penalidade de substituição | Penalidade de substituição | Penalidade de substituição | 20.00                  | 744.30             |
| 15                | THA Tailândia      | Korntawat Samran           | Bonero K                   | 100.00 (WD)                | 332.50                 | 1013.10            |
| 15                | THA Tailândia      | Weerapat Pitakanonda       | Carnival March             | 100.00 (WD)                | 338.20                 | 1013.10            |
| 15                | THA Tailândia      | Arinadtha Chavatanont      | Boleybawn Prince           | 100.00 (WD)                | 342.40                 | 1013.10            |